# Eulamprus tympanum
Eulamprus tympanum — вид сцинкоподібних ящірок родини сцинкових (Scincidae). Ендемік Австралії.

## Опис
Довжина сцинка Eulamprus tympanum (без врахування хвоста) становить 85 мм. Голова і тіла переважно оливково-коричневі, поцятковані темними плямками. Боки оливково-коричневі, поцяткована світлими плямками.

## Підвиди
Виділяють два підвиди:
- Eulamprus tympanum marnieae Hutchinson & Rawlinson, 1995;
- Eulamprus tympanum tympanum (Lönnberg & Andersson, 1915).

## Поширення і екологія
Eulamprus kosciuskoi поширені на південному сході Австралії, на території Нового Південного Уельсу і Вікторії, на сході Південної Австралії, а також на острові Родондо в Бассовій протоці. Вони живуть на берегах невеликих струмків, на висоті до 2000 м над рівнем моря. Живляться безхребетними, пуголовками, дрібними жаюами і сцинками. Живородні, народжують дитинчат в середині або наприкінці південного літа.